# Anne W. Patterson
Pour les articles homonymes, voir Patterson.
Anne W. Patterson (née en 1949 à Fort Smith, Arkansas) est ambassadrice des États-Unis en Égypte depuis le 30 juin 2011.

## Biographie
Diplomate de carrière, elle est entrée aux affaires étrangères en 1973.
De 1984 à 1988, elle est conseiller économique en Arabie saoudite.
Elle a été deputy assistant secretary pour l'Amérique latine.
De 1997 à 2000, elle est ambassadeur au Salvador.
De 2000 à 2003, elle est ambassadeur en Colombie où elle échappe à un attentat avec le sénateur Paul Wellstone.
De 2003 à 2004, elle est au département d'état en tant que vice-inspecteur général. 
En août 2004, Anne Patterson est nommée vice-représentante américaine permanente, puis ambassadeur par intérim aux Nations unies du 20 janvier au 1er août 2005, jusqu'à la nomination effective de John R. Bolton.
Du 28 novembre 2005 à mai 2007, elle est secrétaire assistante de l'État aux affaires internationales concernant les stupéfiants et l'application de la loi.
De 2007 à 2010, elle est ambassadeur au Pakistan.
Elle a reçu deux fois la Secretary’s Distinguished Service Award, en 2008 et 2010, et la Ryan Crocker award for expeditionary diplomacy en 2010.
Elle a été nommée ambassadeur en Égypte en mai 2011, confirmée à l'unanimité par le Sénat le 30 juin.
Née dans l'Arkansas, mariée au diplomate en retraite David Patterson, elle est diplômée de Wellesley College.